# Gunnar Prokop (Handballspieler)
Gunnar Prokop (* 16. Juli 1997) ist ein ehemaliger österreichischer Handballspieler.

## Karriere
Prokop spielte bereits in seiner Jugend beim Vöslauer HC Handball. 2012 wechselte der Linkshänder für ein Jahr in die Handballakademie des FC Barcelona und musste danach aufgrund einer Verletzung ein Jahr pausieren. In der Saison 2014/15 lief er in der Jugendabteilung des Handballclub Fivers Margareten auf. 2015/16 und 2016/17 lief der Außenspieler dann für Union St. Pölten in der spusu Challenge auf. Anschließend wurde Prokop vom UHK Krems für die spusu LIGA verpflichtet. Nach der Saison 2020/21 beendete Prokop seine Karriere.

## Privates
Sein Großvater Gunnar Prokop ist ein ehemaliger Leichtathletik- und Handballtrainer.

## HLA-Bilanz
| 2017/18   | UHK Krems                                                       | HLA                                                             | 32                                                              | 57                                                              | 0/0                                                             | 57                                                              |                                                                 |                                                                 |                                                                 |                                                                 |
| 2018/19   | UHK Krems                                                       | HLA                                                             | 32                                                              | 79                                                              | 0/0                                                             | 79                                                              |                                                                 |                                                                 |                                                                 |                                                                 |
| 2019/20   | Saison aufgrund der COVID-19-Pandemie in Österreich abgebrochen | Saison aufgrund der COVID-19-Pandemie in Österreich abgebrochen | Saison aufgrund der COVID-19-Pandemie in Österreich abgebrochen | Saison aufgrund der COVID-19-Pandemie in Österreich abgebrochen | Saison aufgrund der COVID-19-Pandemie in Österreich abgebrochen | Saison aufgrund der COVID-19-Pandemie in Österreich abgebrochen | Saison aufgrund der COVID-19-Pandemie in Österreich abgebrochen | Saison aufgrund der COVID-19-Pandemie in Österreich abgebrochen | Saison aufgrund der COVID-19-Pandemie in Österreich abgebrochen | Saison aufgrund der COVID-19-Pandemie in Österreich abgebrochen |
| 2020/21   | UHK Krems                                                       | HLA                                                             | 27                                                              | 114                                                             | 0/0                                                             | 114                                                             |                                                                 |                                                                 |                                                                 |                                                                 |
| 2017–2021 | gesamt                                                          | HLA                                                             | 91                                                              | 250                                                             | 0/0                                                             | 250                                                             |                                                                 |                                                                 |                                                                 |                                                                 |

## Erfolge
- UHK Krems
  - Österreichischer Meister 2018/19
  - Österreichischer Pokalsieger 2018/19